# Albumy numer jeden w roku 1971 (USA)
Lista najlepiej sprzedających się albumów w Stanach Zjednoczonych w 1971 tworzona przez magazyn Billboard na podstawie Billboard 200.

## Historia notowania
| Data publikacji | Album                       | Artysta                        |
| --------------- | --------------------------- | ------------------------------ |
| 2 stycznia      | All Things Must Pass        | George Harrison                |
| 9 stycznia      | All Things Must Pass        | George Harrison                |
| 16 stycznia     | All Things Must Pass        | George Harrison                |
| 23 stycznia     | All Things Must Pass        | George Harrison                |
| 30 stycznia     | All Things Must Pass        | George Harrison                |
| 6 lutego        | All Things Must Pass        | George Harrison                |
| 13 lutego       | All Things Must Pass        | George Harrison                |
| 20 lutego       | Jesus Christ Superstar      | Różni artyści                  |
| 27 lutego       | Pearl                       | Janis Joplin                   |
| 6 marca         | Pearl                       | Janis Joplin                   |
| 13 marca        | Pearl                       | Janis Joplin                   |
| 20 marca        | Pearl                       | Janis Joplin                   |
| 27 marca        | Pearl                       | Janis Joplin                   |
| 3 kwietnia      | Pearl                       | Janis Joplin                   |
| 10 kwietnia     | Pearl                       | Janis Joplin                   |
| 17 kwietnia     | Pearl                       | Janis Joplin                   |
| 24 kwietnia     | Pearl                       | Janis Joplin                   |
| 1 maja          | Jesus Christ Superstar      | Różni artyści                  |
| 8 maja          | Jesus Christ Superstar      | Różni artyści                  |
| 15 maja         | 4 Way Street                | Crosby, Stills, Nash and Young |
| 22 maja         | Sticky Fingers              | The Rolling Stones             |
| 29 maja         | Sticky Fingers              | The Rolling Stones             |
| 5 czerwca       | Sticky Fingers              | The Rolling Stones             |
| 12 czerwca      | Sticky Fingers              | The Rolling Stones             |
| 19 czerwca      | Tapestry                    | Carole King                    |
| 26 czerwca      | Tapestry                    | Carole King                    |
| 3 lipca         | Tapestry                    | Carole King                    |
| 10 lipca        | Tapestry                    | Carole King                    |
| 17 lipca        | Tapestry                    | Carole King                    |
| 24 lipca        | Tapestry                    | Carole King                    |
| 31 lipca        | Tapestry                    | Carole King                    |
| 7 sierpnia      | Tapestry                    | Carole King                    |
| 14 sierpnia     | Tapestry                    | Carole King                    |
| 21 sierpnia     | Tapestry                    | Carole King                    |
| 28 sierpnia     | Tapestry                    | Carole King                    |
| 4 września      | Tapestry                    | Carole King                    |
| 11 września     | Tapestry                    | Carole King                    |
| 18 września     | Tapestry                    | Carole King                    |
| 25 września     | Tapestry                    | Carole King                    |
| 2 października  | Every Picture Tells a Story | Rod Stewart                    |
| 9 października  | Every Picture Tells a Story | Rod Stewart                    |
| 16 października | Every Picture Tells a Story | Rod Stewart                    |
| 23 października | Every Picture Tells a Story | Rod Stewart                    |
| 30 października | Imagine                     | John Lennon                    |
| 6 listopada     | Shaft                       | Isaac Hayes/ścieżka dźwiękowa  |
| 13 listopada    | Santana III                 | Santana                        |
| 20 listopada    | Santana III                 | Santana                        |
| 27 listopada    | Santana III                 | Santana                        |
| 4 grudnia       | Santana III                 | Santana                        |
| 11 grudnia      | Santana III                 | Santana                        |
| 18 grudnia      | There’s a Riot Goin’ On     | Sly and the Family Stone       |
| 25 grudnia      | There’s a Riot Goin’ On     | Sly and the Family Stone       |